# Bezirk Monasterzyska
Bezirk Monasterzyska – dawny powiat (Bezirk) kraju koronnego Królestwo Galicji i Lodomerii, funkcjonujący w latach 1854–1867. Siedzibą starostwa było miasteczko Monasterzyska.

## Historia
Bezirk Monasterzyska utworzono w ramach reformy uwłaszczeniowej z okresu Wiosny Ludów (1848–1849), która likwidowała jurysdykcję właściciela ziemskiego nad poddanymi. W Galicji, dominium – jako podstawowa jednostka administracyjna i filar systemu feudalnego straciło rację bytu. Konieczne stało się zatem wprowadzenie nowego systemu administracyjnego, którego zręby powstały w latach 1851–1855. Nowy trójstopniowy podział administracyjny objął 21 cyrkułów (niem. Kreise), 179 małych powiatów (niem. Bezirke) i ponad 6000 gmin (niem. Gemeinde).
Bezirk Monasterzyska objął obszar o wielkości 8,5 mil², zamieszkany przez 27.567 ludzi i podzielony na 37 gmin katastralnych, w tym trzy miasteczka (Barysz, Monasterzyska i Uście Zielone). Wszedł w skład cyrkułu stanisławowskiego, jako jeden z jego dziesięciu powiatów.
Po nadaniu Galicji autonomii oraz powołaniu samorządu gminnego i powiatowego w 1865 zlikwidowano cyrkuły (Kreise). Dotychczasowe małe powiaty (Bezirke) w liczbie 179, utrzymały się do 1867 roku, kiedy to w następstwie kolejnej reformy administracyjnej (23 stycznia 1867) zostały zastąpione przez 74 większych powiatów. Obszar zniesionego Bezirk Monasterzyska wszedł wtedy w skład nowych powiatów: buczackiego, tłumackiego i stanisławowskiego (vide podział w tabeli poniżej). 1 sierpnia 1878 częściowo zmieniono granice tych powiatów.

## Podział administracyjny (1854)
| Lp. | Gmina jednostkowa          | Powierzchnia | Ludność | Powiat w 1867 po zniesieniu |
| --- | -------------------------- | ------------ | ------- | --------------------------- |
| 1   | Baranów                    | 1560         | 522     | buczacki                    |
| 2   | Barysz (m) z Puźnikami     | 9845         | 2880    | buczacki                    |
| 3   | Berezówka                  | 1545         | 506     | buczacki                    |
| 4   | Bertniki                   | 1600         | 304     | buczacki                    |
| 5   | Bobrowniki                 | 1120         | 557     | tłumacki                    |
| 6   | Czechów                    | 1165         | 371     | buczacki                    |
| 7   | Dołhe                      | 1940         | 608     | tłumacki                    |
| 8   | Dubienko ze Słobódką Dolną | 2905         | 639     | buczacki                    |
| 9   | Folwarki                   | 2050         | 721     | buczacki                    |
| 10  | Hrehorów                   | 2135         | 563     | buczacki                    |
| 11  | Huta Nowa z Isabellą       | 950          | 687     | buczacki                    |
| 12  | Jarhorów                   | 2685         | 687     | buczacki                    |
| 13  | Jezierzany                 | 2435         | 638     | buczacki                    |
| 14  | Jurkówka                   | 1317         | 210     | tłumacki                    |
| 15  | Kończaki Nowe i Stare      | 3290         | 813     | stanisławowski              |
| 16  | Korościatyn                | 1800         | 395     | buczacki                    |
| 17  | Kowalówka                  | 3650         | 895     | buczacki                    |
| 18  | Krasiejów                  | 1655         | 670     | buczacki                    |
| 19  | Krymidów z Jeziorkiem      | 2155         | 739     | stanisławowski              |
| 20  | Lackie                     | 2530         | 683     | tłumacki                    |
| 21  | Łazarówka z Komarówką      | 3630         | 798     | buczacki / tłumacki         |
| 22  | Łuka                       | 1322         | 763     | tłumacki                    |
| 23  | Monasterzyska (m)          | 2330         | 2178    | buczacki                    |
| 24  | Międzygórze                | 925          | 438     | tłumacki                    |
| 25  | Niskołyzy                  | 180          | 367     | buczacki                    |
| 26  | Nowosiółka                 | 800          | 320     | tłumacki                    |
| 27  | Olesza z Sawałuskami       | 1795         | 592     | buczacki                    |
| 28  | Petryłów                   | 3170         | 1290    | tłumacki                    |
| 29  | Rożniów                    | 2258         | 807     | tłumacki                    |
| 30  | Słobódka Górna             | 2320         | 475     | buczacki                    |
| 31  | Stryhańce                  | 2215         | 755     | tłumacki                    |
| 32  | Trościańce                 | 3135         | 788     | tłumacki                    |
| 33  | Uście Zielone (m)          | 4088         | 1779    | tłumacki                    |
| 34  | Weleśniów                  | 1200         | 444     | buczacki                    |
| 35  | Wierzbiatyn                | 1020         | 285     | buczacki                    |
| 36  | Wyczółki z Hutą Starą      | 3675         | 862     | buczacki                    |
| 37  | Zadarów                    | 1810         | 839     | buczacki                    |

Objaśnienie:
(M) = miasto; (m) = miasteczko